# Deutschland Cup 2018
29. ročník hokejového turnaje Deutschland Cup se konal od 8. do 11. listopadu 2018 v Krefeldu. Vyhrála jej hokejová reprezentace Ruska.

## Výsledky
| 8. listopadu 2018 15:00 | Slovensko | 2:3 (1:0, 0:2, 1:1) | Švýcarsko | Königpalast, Krefeld Návštěvnost: 3 500 |  |

| Přehled                               |                                       |  |                                                      |
| 1:54 Dávid Bondra 42:50 Marcel Haščák | 1:54 Dávid Bondra 42:50 Marcel Haščák |  | 45:50 Dario Simion 37:53 Noah Rod 47:54 Inti Pestoni |

| 8. listopadu 2018 19:00 | Německo | 3:4 P (0:1, 3:1, 0:1, 0:1) | Rusko B | Königpalast, Krefeld Návštěvnost: 4 180 |  |

| Přehled                                                         |                                                                 |  |                                                                                      |
| 20:53 Leonhard Pföderl 28:05 Leonhard Pföderl 39:38 Frank Mauer | 20:53 Leonhard Pföderl 28:05 Leonhard Pföderl 39:38 Frank Mauer |  | 16:08 Nikolaj Demidov 23:50 Dmitrij Judin 50:17 Andrej Čibisov 60:22 Arťom Zemčjonok |

| 10. listopadu 2018 13:30 | Německo | 3:4 SN (1:2, 0:1, 2:0, 0:0) | Švýcarsko | Königpalast, Krefeld Návštěvnost: 6 113 |  |

| Přehled                                                        |                                                                |  |                                                                                    |
| 1:27 Leonhard Pföderl 51:32 Lean Bergmann 59:19 Marcel Noebels | 1:27 Leonhard Pföderl 51:32 Lean Bergmann 59:19 Marcel Noebels |  | 2:20 Yanick Herren 9:09 Noah Rod 28:03 Noah Rod rozhodující nájezd Lino Martschini |

| 10. listopadu 2018 17:00 | Rusko B | 2:1 (1:1, 0:0, 1:0) | Slovensko | Königpalast, Krefeld Návštěvnost: 6 207 |  |

| Přehled                                        |                                                |  |                    |
| 13:50 Nikita Michajlov 41:05 Konstantin Okulov | 13:50 Nikita Michajlov 41:05 Konstantin Okulov |  | 8:10 Andrej Kudrna |

| 11. listopadu 2018 11:00 | Švýcarsko | 2:4 (2:1, 0:1, 0:2) | Rusko B | Königpalast, Krefeld Návštěvnost: 3 665 |  |

| Přehled                                     |                                             |  |                                                                                   |
| 11:54 Roger Karrer 17:05 Christoph Bertschy | 11:54 Roger Karrer 17:05 Christoph Bertschy |  | 2:11 Daniil Iljin 31:16 Arťom Zemčjonok 43:20 Roman Abrosimov 51:38 Dmitrij Judin |

| 11. listopadu 2018 14:30 | Německo | 0:2 (0:0, 0:0, 0:2) | Slovensko | Königpalast, Krefeld Návštěvnost: 4 295 |  |

| Přehled |  |  |                                         |
|         |  |  | 54:37 Marcel Haščák 55:01 Radovan Puliš |

## Konečná tabulka
| Poř. | Tým       | Z | V | VP | PP | P | Skóre | B |
| ---- | --------- | - | - | -- | -- | - | ----- | - |
| 1.   | Rusko B   | 3 | 2 | 1  | 0  | 0 | 10:6  | 8 |
| 2.   | Švýcarsko | 3 | 1 | 1  | 0  | 1 | 9:9   | 5 |
| 3.   | Slovensko | 3 | 1 | 0  | 0  | 2 | 5:5   | 3 |
| 4.   | Německo   | 3 | 0 | 0  | 2  | 1 | 6:10  | 2 |

## Soupisky týmů
1.  Rusko 

Brankáři: Igor Bobkov, Vasilij Demčenko.

Obránci: Nikolaj Demidov, Roman Rukavišnikov, Arťom Zemčjonok, Dmitrij Judin, Roman Abrosimov, Andrej Jermakov, Damir Šaripzjanov, Ior Isajev, Rušan Rafikov.

Útočníci: Andrej Světlakov, Arťom Manukjan, Pavel Padakin, Michail Malcev, Vladimir Tkačov, Artur Kajumov, Daniil Iljin, Maxim Kazakov, Konstantin Okulov, Nikolaj Prochorkin, Andrej Čibisov, Denis Alexejev, Alexej Kručinin, Nikita Michajlov.

Trenéři: Oleg Brataš, Igor Jefimov, Konstantin Gorovikov, Alexandr Kolobkov.
2.  Švýcarsko 

Brankáři: Lukas Flüeler, Gauthier Descloux, Gilles Senn.

Obránci: Roger Karrer, Lukas Frick, Andrea Glauser, Michael Fora, Claude-Curdin Paschoud, Christian Marti, Fabian Heldner, Samuel Kreis.

Útočníci: Yannick Herren, Tanner Richard, Inti Pestoni, Noah Rod, Dario Simion, Christoph Bertschy, Yannick-Lennart Albrecht, Damien Riat, Jason Fuchs, Lino Martschnini, Samuel Walser, Killian Mottet, Marco Miranda.

Trenéři: Patrick Fischer, Michel Zeiter, Tommy Albelin.
3.  Slovensko 

Brankáři: Jaroslav Janus, Andrej Košarišťan.

Obránci: Mario Grman, Michal Sersen, Peter Čerešňák, Juraj Mikuš, Martin Gernát, Martin Chovan, Mislav Rosandić, Marek Ďaloga, Tomáš Malec.

Útočníci: Patrik Svitana, Rastislav Špirko, Dávid Bondra, Michal Krištof, Róbert Lantoši, Miloš Bubela, Andrej Kudrna, Milan Kytnár, Dávid Šoltés, Mário Lunter, Branislav Rapáč, Radovan Puliš, Marcel Haščák, Matúš Sukeľ.

Trenéři: Craig Ramsay, Ján Lašák, Ján Pardavý, Róbert Petrovický.
4.  Německo 

Brankáři: Niklas Treutle, Danny aus den Birken, Mathias Niderberger.

Obránci: Denis Reul, Pascal Zerressen, Daryl Boyle, Kondrad Abeltshauser, Björn Krupp, Simon Sezemsky, Bernhard Ebner, Sinan Akdağ, Moritz Müller.

Útočníci: Stefan Loibl, Marcus Kink, Fabio Pfohl, Nicolas Krämmer, Mathias Plachta, Frank Mauer, Leonhard Niderberger, Lean Bergmann, Markus Eisenschmid, Mirko Höfflin, Leonhard Pföderl, Daniel Pietta, David Wolf, Marcel Noebels, Phil Hungerecker.

Trenéři: Marco Sturm, Patrick Dallaire, Tobias Abstreiter.